# Marianne Straub
Marianne Straub (* 23. September 1909 in Amriswil; † 8. November 1994 in Berlingen) war eine Schweizer Textildesignerin.

## Leben und Werk
Marianne Straub war die zweitälteste von vier Töchtern des Textilhändlers Carl Straub (1871–1927) und seiner Frau Cécile, geborene Kappeler (1881–1973). Als Kind erkrankte sie an Tuberkulose und verbrachte vier Jahre auf einer Krankenstation, bevor sie im Alter von acht Jahren nach Hause zurückkehren konnte.
Straub liess sich an der Kunstgewerbeschule Zürich in der von Sophie Taeuber-Arp geleiteten Textilklasse von dem Bauhäusler Heinz Otto Hürlimann im Weben unterrichten. Da die Seidenwebschule Zürich sie nicht aufnehmen wollte, zog Straub 1932 nach Bradford in England, um ihr technisches Wissen der maschinellen Weberei am «Technical College Bradford» zu erweitern.
Anschliessend arbeitete Straub in der berühmten Handweberei Gospels von Ethel Mairet (1872–1952) sowie als beratende Designerin für das «Rural Industries Bureau», um der walisischen Webindustrie zu neuem Aufschwung zu verhelfen. Dabei erwarb sie sich die nötigen Kenntnisse industrieller Massenproduktion.
Als Chefdesignerin trat sie 1937 in die wollstoffproduzierende Firma «Helios» ein und entwickelte Kleider-, Möbel- und Vorhangstoffe; 1947 wurde sie Geschäftsführerin von «Helios».
Von 1950 bis 1970 arbeitete Straub für die Firma «Warner & Sons» in Braintree. Einer ihrer berühmtesten frühen Entwürfe für Warner war «Surrey», ein Textil, das 1951 beim Festival von England vorgestellt und im «Regatta Restaurant» verwendet wurde. Zudem wurde Straub von der Textildesignerin Isabel Tisdall (1911–2007) damit beauftragt, Entwürfe für deren neu gegründetes Unternehmen «Tamesa Fabrics» zu erstellen. Diese wurden dann von Warner hergestellt.
Straub war von den 1940er- bis 1960er-Jahren eine der führenden Textil- und Industriedesignerinnen in England. Ihr blau-grünes Design (bekannt als Straub-Stoffe) wurde in allen Bussen, Untergrundbahnen und Eisenbahnzügen verwendet, die von 1969 bis 1978 in London in den Dienst gestellt wurden, insbesondere in Zügen, die entlang der 1977 eröffneten Piccadilly Line zum Flughafen Heathrow verkehrten. Für die privaten Gemächer der Königin Elisabeth II. konnte Straub die Vorhänge liefern.
1953 zog Straub in das nordwestlich von Essex gelegene Künstlerdorf Great Bardfield und war ein wichtiges Mitglied der dortigen Kunstszene. Zu ihren Nachbarn gehörten u. a. die Künstler Eric Ravilious (1903–1942), John Aldridge Edward (1905–1983), Edward Bawden (1903–1989) und Audrey Cruddas (1912–1979). Gemeinsam stellten sie während der Sommermonate von 1954, 1955 und 1958 in den sogenannten Open-House-Ausstellungen ihre Werke im jeweiligen eigenen Haus aus. Die Ausstellungen zogen jeweils Tausende von Besuchern an.
Ab 1956 unterrichtete Straub an der «Central School of Art» in London, am «Hornsey College of Art», am «Royal College of Art» und am Polytechnikum in Liverpool. Nach ihrer Pensionierung im Jahr 1970 zog sie nach Cambridge. 1992 kehrte sie in die Schweiz zurück, wo sie am 8. November 1994 in Berlingen verstarb.

## Auszeichnungen
Straub erhielt 1972 durch die Royal Society of Arts (RSA) den Titel eines Royal Designer for Industry. Für ihre Verdienste wurde ihr 1984 von der Königin der Order of the British Empire verliehen. 1993 erhielt sie die Sir-Misha-Black-Medaille. Es folgten weitere Ehrungen und verschiedene Ehrendoktorate.